# Пелка Кошцєлецький
Пелка Кошцєлецький, також Пелка Кошцєлець, з Кошцєльця, пол. Pełka Kościelecki, Pełka Kościelec z Kościelca гербу Забава (пом. бл. 1368/1369) — державний діяч Королівства Польського, підконій сандомирський (1350—1358), підконій краківський (1355—1368), маршалок королівського двору (1358—1368).

## Життєпис
Про народження, батьків, молоді роки Пелки відомості відсутні. Імовірно, він був братом Влодка з Кошцєльця, краківського каноніка (1352—1362) та пробста келецького (1350—1362). Був також дідичем Кошцєльця.
1350 року Пелка був призначений на посаду сандомирського підконія (підконюшого), яку ніхто не займав від 1278 року. Імовірно, король Казимир III Великий навмисно призначив його на уряд, який був вакантним протягом кількох десятиліть, аби пов'язати Пелку зі своїм оточенням. У січні 1351 року на цій посаді він супроводжував короля на ловах у Нєполоміцькій пущі. Також, він брав активну участь у військових діях проти Великого князівства Литовського за Руські землі. Зокрема, 1352 року брав участь у поході короля, перебував з ним у Сяноку. Кілька місяців пізніше, він серед інших лицарів був поручителем за позикою 1000 кіп празьких грошей, яку король взяв у краківських міщан на потреби війни з Литвою. 1355 року, невдовзі після вступу на посаду краківського підконія, яка на той час була тісно пов'язана з королівським двором, Пелка був серед лицарів, які вели переговори з Людовіком Анжуйським про умови можливого успадкування ним трону після Казимира Великого.
Останньою сходинкою в кар'єрі Пелки було отримання новоствореної посади маршалка королівського двору 1358 року. З цього часу маршалок опинився серед чиновників, які постійно оточували короля, особливо під час подорожей поза Краковом. Цю посаду, разом із посадою краківського підконія, Пелка займав до кінця життя. 1359 року він взяв участь у поїздці короля до Мазовії. У Ловичі він засвідчив королівські привілеї для архієпископа Ґнєзненського Ярослава Скотніцького та князя черського Земовита III, якому король заповів на випадок його смерті Плоцьке князівство. 1360 року Казимир Великий просив папу Інокентія VI про пребенду в колегіаті Скальбмежській для Пелкиного сина Імрама, каноніка вішлицького.
Востаннє Пелка згадується 1 липня 1368 року, коли він перебував із королем у Жарновцю. Помер на межі 1368 та 1369 років.

## Сім'я
Був одружений, із дружиною невідомого імені мали синів Міколая, званого Маршалковичем, й Імрама, каноніка вішлицького.